# Синий кит (телесериал)
Синий кит (перс. نهنگ آبی‎) — драматически-мистический иранский телесериал режиссера Бахрама Таваколи по сценарию Ферейдуна Джейрани, спродюсированный Саейдом Малеканом. Сериал снят на персидском языке в Иране в стиле приключенческо-мистической драмы. Сериал снимался при участии Саейда Малекана и кинокомпаний «Хонар Авал» и «Filimo», которые стали основными инвесторами съемок сериала. Сериал назван по названию сетевой игры «Синий кит».

## Сюжет
Главный герой сериала Армин, 25-летний способный студент-компьютерщик, имеет проблемы в общении с людьми в реальной жизни, и свое свободное время в основном проводит за посещением интернет-сайта для чтения книг онлайн. Его отец болеет рассеянным склерозом, и разведён с женой, матерью Амина. Она знакомится на интернет-сайте для чтения книг с девушкой Джалех, список любимых книг которой очень похож на избранное Армина. Джалех, которая имеет финансовые трудности, устраивает Амина на работу в компании, где она работает графическим дизайнером. На новой работе Армин знакомится с руководителем филиала компании Бахманом, его невестой Анахитой, секретаршей руководителя Халех, членом правления головного офиса компании Надером, и его женой Морварид, которая также является членом правления компании. Амин становится руководителем отдела компьютерной безопасности компании и начинает новую жизнь.